# Baljuwschap Zuid-Holland
Het baljuwschap Zuid-Holland was een tot het graafschap Holland behorend baljuwschap.
Graaf Willem II van Holland (1234-1256) stichtte naar Vlaams voorbeeld vier baljuwschappen, waar namens hem recht kon worden gesproken. Het waren van noord naar zuid:
- Kennemerland,
- Noord-Holland, later Rijnland genoemd,
- Zuid-Holland,
- Zeeland, dat zich al snel (in 1323) tot een graafschap ontwikkelde.

Het baljuwschap Zuid-Holland strekte zich uit over het zuidelijk deel van de huidige provincie Zuid-Holland en het noordwestelijk deel van de huidige provincie Noord-Brabant.
De grens tussen de baljuwschappen Noord-Holland en Zuid-Holland werd gevormd door de Maasmond, de Merwede en de Hollandse IJssel.
Door de Sint-Elisabethsvloed van 1421 was de geografische eenheid van het baljuwschap verloren gegaan. Delen van het baljuwschap lagen op het Eiland van Dordrecht, de Alblasserwaard, de Krimpenerwaard, de Riederwaard, de Zwijndrechtse Waard, de Hoeksche Waard en in de Langstraat. Het juridisch centrum van het baljuwschap was Dordrecht. Het gebrek aan eenheid werd niet alleen veroorzaakt door het water, veel dorpen vielen buiten het baljuwschap, omdat ze behoorden tot de hoge heerlijkheden.
Met de komst van de Bataafse Republiek in 1795 kwam er een einde aan het baljuwschap.

## Heerlijkheden in het baljuwschap
Tot het baljuwschap behoorden de volgende ambachtsheerlijkheden:
In het huidige Noord-Brabant:
1. Werkendam
2. Dussen-Munsterkerk
3. Dussen-Muilkerk
4. Standhazen
5. Drimmelen
6. Raamsdonk
7. Hendrik Luiten Ambacht
8. Groot-Waspik
9. Klein-Waspik
10. 's-Grevelduin-Capelle
11. Nederveen-Capelle
12. Zuidewijn-Capelle
13. Vrijhoeve-Capelle
14. Besoijen
15. Sprang

Op het eiland van Dordrecht:
1. Dubbeldam
2. Wieldrecht
3. Mijl

In de Zwijndrechtse Waard:
1. Heer Jansdam
2. Groote-Lindt
3. Kleine-Lindt
4. Heer Oudelands Ambacht
5. Zwijndrecht of Schobbelands Ambacht
6. Meerdervoort
7. Kijfhoek
8. Hendrik Ido Ambacht en Schildmanskinderen Ambacht
9. Rijsoord
10. Strevelshoek
11. Sandelingen Ambacht of Adriaan Pieters Ambacht

In de Riederwaard:
1. Ridderkerk
2. Oost-IJsselmonde
3. West-IJsselmonde
4. Oost-Barendrecht
5. West-Barendrecht
6. Carnisse

In de Alblasserwaard:
1. Sliedrecht
2. Naaldwijk
3. Lokhorst en Niemandsvriend
4. Alblasserdam
5. Nieuw-Lekkerkerk
6. Streefkerk
7. Molenaarsgraaf
8. Brandwijk en Gijbeland
9. Bleskensgraaf
10. Giessen-Oudkerk
11. Giessendam

In de Krimpenerwaard:
1. Krimpen aan de Lek
2. Krimpen aan den IJssel
3. Ouderkerk aan den IJssel
4. Berkenwoude en Achterbroek
5. Stormpolder (Kralingen)
6. Stolwijk (grootste deel, een kleiner deel behoorde bij baljuwschap Blois)

In de Hoeksche Waard:
1. Puttershoek
2. Maasdam
3. Mijnsheerenland van Moerkerken
4. Heinenoord

## Baljuws
| PERIODE                | BALJUW                     |
| ---------------------- | -------------------------- |
| ? - 1306 - ?           | Simon van Markenburg       |
| < Jun.1318- > Apr.1321 | Jan van Bergen             |
| Aug.1321- > Okt.1323   | Mathias Rengersz.          |
| < Sep.1326- > Apr.1327 | Willem de Molenaar         |
| < Jul.1327- > Jul.1327 | Jan van Rozenburg          |
| < Jul.1329- > 1329     | Jan van den Zijl           |
| < Mrt.1333- > 1333     | Jan van Sassenheim         |
| 1344-1346              | Roelof van Dalem           |
| 1347-1348              | Filips van Polanen         |
| 1349 - 1351            |                            |
| 1352-1355              | Daniël van der Merwede     |
| ? - 1414 - ?           | Jan van Drongelen          |
| 1450-1456              | Floris Oem van Wijngaarden |
| 1673-1721              | Pompejus de Roovere        |